# Charles Urbanus sr.
Charles Pierre Urbanus sr. (Rotterdam, 27 juni 1914 – Utrecht, 6 augustus 1980) was een Nederlands honkballer.
Urbanus kwam jarenlang uit voor OVVO uit Amsterdam waarmee hij zesmaal het landskampioenschap behaalde. Tevens speelde hij twaalf jaar lang voor het Nederlands honkbalteam. Na een coachopleiding aan het Amerikaanse Springfield College was hij negentien jaar honkbalcoach waaronder van 1966 tot 1976 coach-manager van het Nederlands honkbalteam. Op 3 mei 1984 werd hij opgenomen in de Hall of Fame van de KNBSB. Als eerbetoon organiseert de vereniging HCAW voor de start van het honkbal hoofdklasseseizoen jaarlijks het Charles Urbanus-toernooi waaraan zes teams uit de hoofdklasse deelnemen.
Charles Urbanus sr. was een broer van Han Urbanus en een oom van diens zoon Charles Urbanus jr., beiden eveneens honkballer.